# Габријел Торес
Габријел Торес (шп. Gabriel Arturo Torres Tejada; Панама сити, 31. октобар 1988) панамски је фудбалер. 

## Каријера
Рођен је 31. октобра 1988. године у граду Панами. Дебитовао је 2003. за тим Чепо, играо је пар сезона и наступио на 92 утакмице. Након тога, од 2006. до 2010. године био је на позајмицама у клубовима Сан Франциско, Ла Екидад и Америка де Кали.
Од 2010. до 2013. године играо је за Сан Франциско, Ла Екидад и Замору (Баринас). Играо је за екипу из МЛС лиге, Колорадо рапидс из Денвера, наредне три сезоне.
Током 2016. године поново је бранио боје клуба Замора (Баринас). У 2016. години прелази у швајцарског суперлигаша Лозану.

## Репрезентација
Године 2005. дебитовао је на званичним утакмицама за сениорску репрезентацију Панаме. 
Панама је успела први пут да избори пласман на Светско првенство 2018, победом над Костариком од 2:1. Био је уврштен у састав Панаме на Светском првенству у Русији 2018. године.

## Трофеји
Ла Екидад
- Куп Колумбије : 2008.

Замора
- Првенство Венецуеле : 2013.